# Contea di Yeonggwang
La contea di Yeonggwang (Yeonggwang-gun; 영광군; 靈光郡) è una delle suddivisioni della provincia sudcoreana del Sud Jeolla.

## Cucina
Una specialità del luogo è lo scienide Larimichthys polyactis salato ed essiccato.